# Turnix everetti
La quaglia tridattila di Sumba (Turnix everetti, Hartert 1898) è un uccello caradriiforme della famiglia dei Turnicidi.

## Sistematica
Turnix everetti non ha sottospecie, è monotipico.

## Distribuzione e habitat
Questo uccello vive unicamente sull'isola di Sumba in Indonesia.